# Aeroport de Berlín-Schönefeld
L'Aeroport de Berlín-Schönefeld ( Flughafen Berlin-Schönefeld (?·pàg.)) (IATA: SXF, ICAO: EDDB) va ser un aeroport internacional situat a la localitat de Schönefeld, a l'estat federat de Brandenburg, Alemanya, al sud-est de la ciutat de Berlín. En el seu moment, va ser el major aeroport civil de la RDA i l'únic que donava servei a Berlín Est.
A diferència dels aeroports berlinesos de Tegel i Tempelhof, l'aeroport de Schönefeld se situà fora de la ciutat de Berlín, sent així una font de contaminació acústica menor que els altres dos aeròdroms.
El 25 d'octubre de 2020, el nom de Schönefeld i el seu codi IATA van deixar d'existir, marcant el seu tancament com a aeroport independent, i bona part de la seva infraestructura s'incorpora al nou aeroport de Berlín-Brandenburg (IATA: BER, ICAO: EDDB) com a Terminal 5 amb les seves seccions rebatejades com a "K", "L", "M" i "Q".
L'aeroport està connectat amb el centre de Berlín per les línies S9 i S45 del S-Bahn, el servei de rodalia de Berlín, a través de l'estació Flughafen Berlin-Schönefeld, que és l'estació final d'aquestes dues línies.
En 2019, 11.417.435 passatgers van utilitzar l'aeroport.